# Seymouria
Seymouria é um gênero extinto de anfíbio do começo do Período Permiano da América do Norte e Europa. Apesar de serem anfíbios, Seymouria eram bem acostumados à vida na terra.

## História
Fósseis de Seymouria foram encontrados pela primeira vez perto da cidade de Seymour, no Condado de Baylor, Texas (daí o nome da espécie tipo, Seymouria baylorensis, referindo-se tanto à cidade quanto ao condado). Os primeiros fósseis a serem descobertos foram um conjunto de indivíduos coletados por C.H. Sternberg em 1882. No entanto, esses fósseis não seriam devidamente preparados e identificados como Seymouria até 1930.
Vários paleontólogos de todo o mundo recuperaram seus próprios fósseis de Seymouria baylorensis no final do século XIX e início do século XX. Os primeiros fósseis explicitamente chamados de Seymouria eram um par de crânios incompletos, um dos quais foi preservado com alguns elementos peitorais e vertebrais. Estes fósseis foram descritos pelo paleontólogo alemão Ferdinand Broili em 1904, e agora são armazenados em Munique. O paleontólogo americano S.W. Williston descreveu mais tarde um esqueleto quase completo em 1911, e observou que "Desmospondylus anomalus", um táxon que ele havia recentemente nomeado de membros fragmentários e vértebras, provavelmente representava indivíduos juvenis ou mesmo embrionários de Seymouria.
Da mesma forma, o paleontólogo inglês D.M.S. Watson observou em 1918 que Conodectes, um genera duvidoso chamado pelo famoso Edward Drinker Cope em 1896, era provavelmente sinônimo de Seymouria. Robert Broom (1922) argumentou que o gênero deveria ser referido como Conodectes desde que esse nome foi publicado primeirot, mas Alfred Romer (1928) se opôs, observando que o nome Seymouria era muito popular dentro da comunidade científica para ser substituído. Durante este tempo, Seymouria era geralmente visto como um réptil muito cedo, parte de um grau evolutivo conhecido como "cotylosaurs", que também incluía muitos outros répteis permianos robustos ou tetrápodes semelhantes a répteis. No entanto, muitos paleontólogos estavam incertos sobre sua lealdade com os répteis, observando muitas semelhanças com os embolomeres, que eram inquestionavelmente anfíbios "labirintologistas". Essa combinação de características de répteis (ou seja, outros "cotimossauros") e anfíbios (ou seja, embolomeres) foi evidência de que Seymouria era central para a transição evolutiva entre os dois grupos. Independentemente disso, não se sabia o suficiente sobre sua biologia para concluir de qual grupo ela realmente fazia parte. Broom (1922) e o paleontólogo russo Peter Sushkin (1925) apoiaram uma colocação entre a Anfíbia, mas a maioria dos estudos desta época o considerou um réptil extremamente "primitivo"; estes incluíram uma ampla redecrição de material referido à espécie, publicado por Theodore E. White em 1939. No entanto, evidências indiretas de que Seymouria não era biologicamente réptil começaram a surgir. Na década de 1940, vários gêneros foram ligados a Seymouria como parte do grupo Seymouriamorpha. Alguns seymouriamorphs, como a Kotlassia,tinham evidências de hábitos aquáticos, e até mesmo a própria Seymouria tinha sido às vezes argumentada para possuir linhas laterais, estruturas sensoriais apenas utilizáveis debaixo d'água. Watson (1942) e Romer (1947) cada um inverteu sua posição sobre a classificação de Seymouria, colocando-a entre os anfíbios em vez dos répteis. Talvez a evidência mais condenável veio em 1952, quando o paleontólogo tcheco Zdeněk Špinar relatou brânquias preservadas em fósseis juvenis do Seymouriamorph Discosauriscus. Isso provou inequivocamente que os seymouriamorphs tinham um estágio larval, e, portanto, eram anfíbios, biologicamente falando. No entanto, a alta quantidade de semelhanças entre Seymouria e os répteis apoiou a ideia de que os seymouriamorphs eram bastante próximos à ancestralidade dos amniotas.
Uma réplica do bloco cutler formation contendo seis esqueletos de Seymouria sanjuanensis, descrito por Berman, Reisz, & Eberth (1987)
Em 1966, Peter Paul Vaughn descreveu os restos de Seymouria do Organ Rock Shale de Utah. Estes restos mortais, que eram uma variedade de crânios, representavam uma nova espécie, Seymouria sanjuanensis. Os fósseis desta espécie têm sido encontrados mais abundantes e difundidos do que os de Seymouria baylorensis. Várias outras espécies foram mais tarde nomeadas por Paul E. Olson,embora sua validade tenha sido mais questionável do que a de S. sanjuanensis. Por exemplo, Seymouria agilis (Olson, 1980), conhecido a partir de um esqueleto quase completo da Formação Chickasha de Oklahoma, foi redesignado por Michel Laurin e Robert R. Reisz para o paraeptile Macroleter em 2001. eymouria grandis, descrito um ano antes de uma braincase encontrada no Texas, não foi re-referido a qualquer outro tetrápode, mas permanece pouco conhecido. Langston (1963) relatou um fêmur indistinguível do de S. baylorensis em sedimentos permianos na Ilha Prince Edward, na costa leste do Canadá. Os restos esqueléticos semelhantes a Seymouriatambém são conhecidos da Pedreira Richards Spur em Oklahoma, como descrito pela primeira vez por Sullivan & Reisz (1999).
Um bloco de sedimentos contendo seis esqueletos de S. sanjuanensis foi encontrado na Formação Cutler do Novo México,como descrito por Berman, Reisz, & Eberth (1987). Em 1993, Berman & Martens relataram os primeiros restos de Seymouria fora da América do Norte, quando descreveram fósseis de S. sanjuanensis da Formação Tambach da Alemanha. A Formação Tambach também produziu fósseis de S. sanjuanenside qualidade semelhante aos da Formação Cutler. Por exemplo, em 2000 Berman e seus colegas descreveram os "Amantes de Tambach", dois esqueletos completos e totalmente articulados de S. sanjuanensis fossilizados deitados um ao lado do outro (embora não se possa determinar se eles foram um casal morto durante o acasalamento). A Formação Tambach também produziu os fósseis conhecidos mais jovens do desenvolvimento de Seymouria,auxiliando comparações com o Discosaurisco, que é conhecido principalmente por jovens.

## Descrição
Os indivíduos de Seymouria eram animais de estrutura robusta, com cabeça grande, pescoço curto, membros pesados e pés grandes. Eles eram bem pequenos.